# Talc
Talcul (arab. talq) (in farmacie: Talkum) este un mineral cu duritatea 1 pe scara Mohs, fiind mineralul cu duritatea cea mai mică (moale). Are un luciu mat alb, cristalizând în sistemul monoclinic, cu compoziția chimică: Mg3Si4O10(OH)2. 
Este un mineral gras la pipăit.

## Răspândire
Talcul este întâlnit în formă masivă, rar macroscopic sub formă cristalizată în natură. Primele forme întâlnite de talc au fost denumite steatit. Talcul ia naștere din silicate de magneziu ca de exemplu Piroxen, Amfibol sau Olivină în roci metamorfice.
Important este că praful de talc inhalat provoacă boli pulmonare, prin iritarea căilor respiratorii.
Talcul este exploatat în cantități mai mari în Europa, SUA și China.

## Utilizare
Talcul este un mineral utilizat în industria hârtiei, vopselelor, lacurilor, materialelor plastice, cauciucului și ceramicii. La fel este utilizat în farmacie ca pudră de talc. Rezistența mineralului la temperaturi înalte face posibilă folosirea sa în industria ceramicii.